# Treasures of MOON CHILD 〜THE BEST OF MOON CHILD〜
「Treasures of MOON CHILD〜THE BEST OF MOON CHILD〜」（トレジャー・オブ・ムーン・チャイルド・ザ・ベスト・オブ・ムーン・チャイルド）は、MOON CHILDのベスト・アルバム。

## 概要
- バンド解散後にリリースされた最初のベスト・アルバム。未発表曲「GOLD」が初収録された作品。基本的にはシングルA面曲によるベスト盤形式となっている。

## 収録曲
1. GOLD
未発表曲。作詞・作曲：佐々木収、編曲：Moon Child。
2. STAR TOURS
11thシングル。
3. グロリア
10thシングル。シングル・バージョンは初収録。
4. フリスビー
9thシングル。
5. requiem for the man of nomad RED BOOK Version
8thシングル。「MY LITTLE RED BOOK」に収録予定であった未発表バージョン。
6. Hallelujah in the snow
7thシングル。シングル・バージョンは初収録。
7. アネモネ
6thシングル。
8. ESCAPE
5thシングル。
9. 微熱 album mix
4thシングル。
10. Blue Suede Shooting Star
3rdシングル。
11. Over the rainbow
2ndシングル。
12. Brandnew Gear
1stシングル。楽曲終了後に、シークレットトラックとして同曲のライヴ・バージョン（ラストライブ）が収録。